# 24 Ore di Le Mans 1991

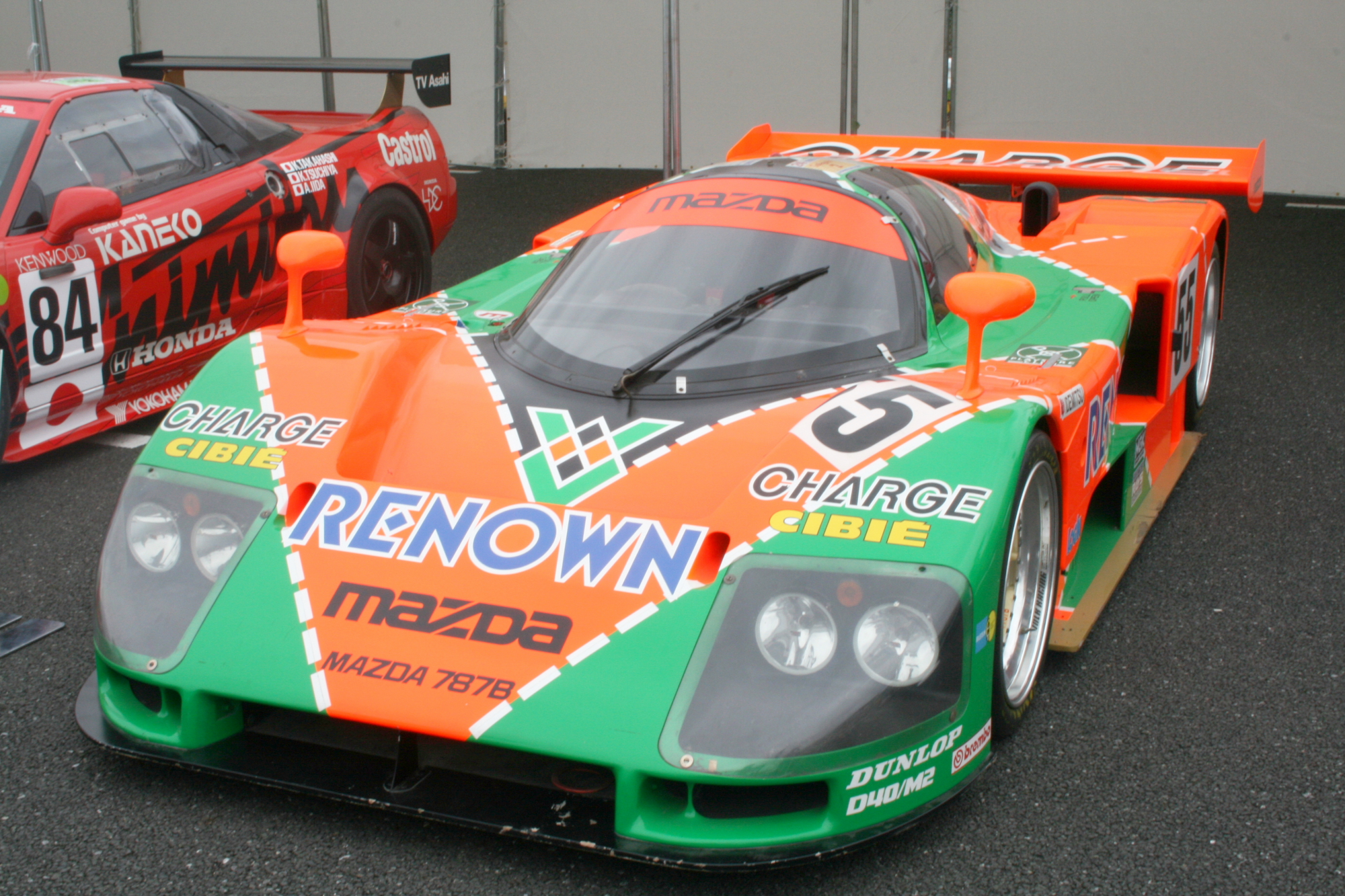
La Mazda 787B vincitrice della gara

La 24 Ore di Le Mans 1991 è stata la 59ª maratona automobilistica svoltasi sul Circuit de la Sarthe di Le Mans, in Francia, il 22 e il 23 giugno 1991, valevole come 4ª prova del Campionato del Mondo Sport Prototipi 1991. Hanno gareggiato assieme 2 classi di automobili da competizione, ognuna delle quali ha avuto il suo vincitore. Tutte vetture erano Sport Prototipi costruiti secondo le norme FIA di Gruppo C, suddivisi in classi C1 e C2. 

## Contesto
L'edizione del 1991 vede la partecipazione in veste ufficiale di diverse case automobilistiche: Jaguar, Mercedes-Benz, Peugeot e Mazda; vengono inoltre schierate da team privati innumerevoli Porsche 962 molto competitive sul Circuit de la Sarthe.
La categoria C1 comprendeva le vetture più recenti, conformi all'allora debuttante formula Sport 3,5 litri, valevole nel Campionato del Mondo Sport Prototipi a partire dalla stagione 1991; la categoria C2 raggruppava tutte le vetture Gruppo C conformi al precedente regolamento tecnico, privo di vincoli riguardanti la cilindrata del motore ma con consumo di carburante limitato.

## Qualifiche
La griglia di partenza presenta un insolito schieramento. Il 1991 era il primo anno valido per le nuove norme Sport 3,5 litri, ciò significava una nuova stirpe di sport prototipi. Sebbene Jaguar, Mercedes-Benz, Peugeot e altri team privati disponessero già di vetture idonee al nuovo regolamento per il Campionato del 1991, il numero totale di nuovi prototipi era assai limitato e non ce n'erano abbastanza per il riempimento della griglia. La FIA riservò quindi, a prescindere dai tempi di qualifica assoluti, i primi 10 posti sulla griglia di partenza alle vetture da 3,5 litri (C1), mentre il resto della griglia era composta dai prototipi di Gruppo C della formula precedente (C2). 
Inoltre alcuni team che disponevano di vetture 3,5 l, iscritti al campionato dell'anno precedente con auto di Gruppo C, furono autorizzati a schierare le loro "vecchie" ma più affidabili Gruppo C, è il caso di Jaguar e di Mercedes-Benz, le loro automobili 3,5 l (la XJR-14 e la C291 rispettivamente) parteciparono alle prove libere (effettuando dei giri simbolici a velocità ridotta) ma non si qualificarono, qualificando invece i modelli XJR-12 e C11. D'altro canto la Peugeot disponeva solo della 905 e non di modelli precedenti ed essendo l'unico costruttore ufficiale a schierare vetture conformi alla formula 3,5 l, la marca francese ha avuto l'onore di partire in 1ª e 2ª posizione, nonostante avesse siglato il 3º e l'8º tempo assoluto in prova.

## Gara

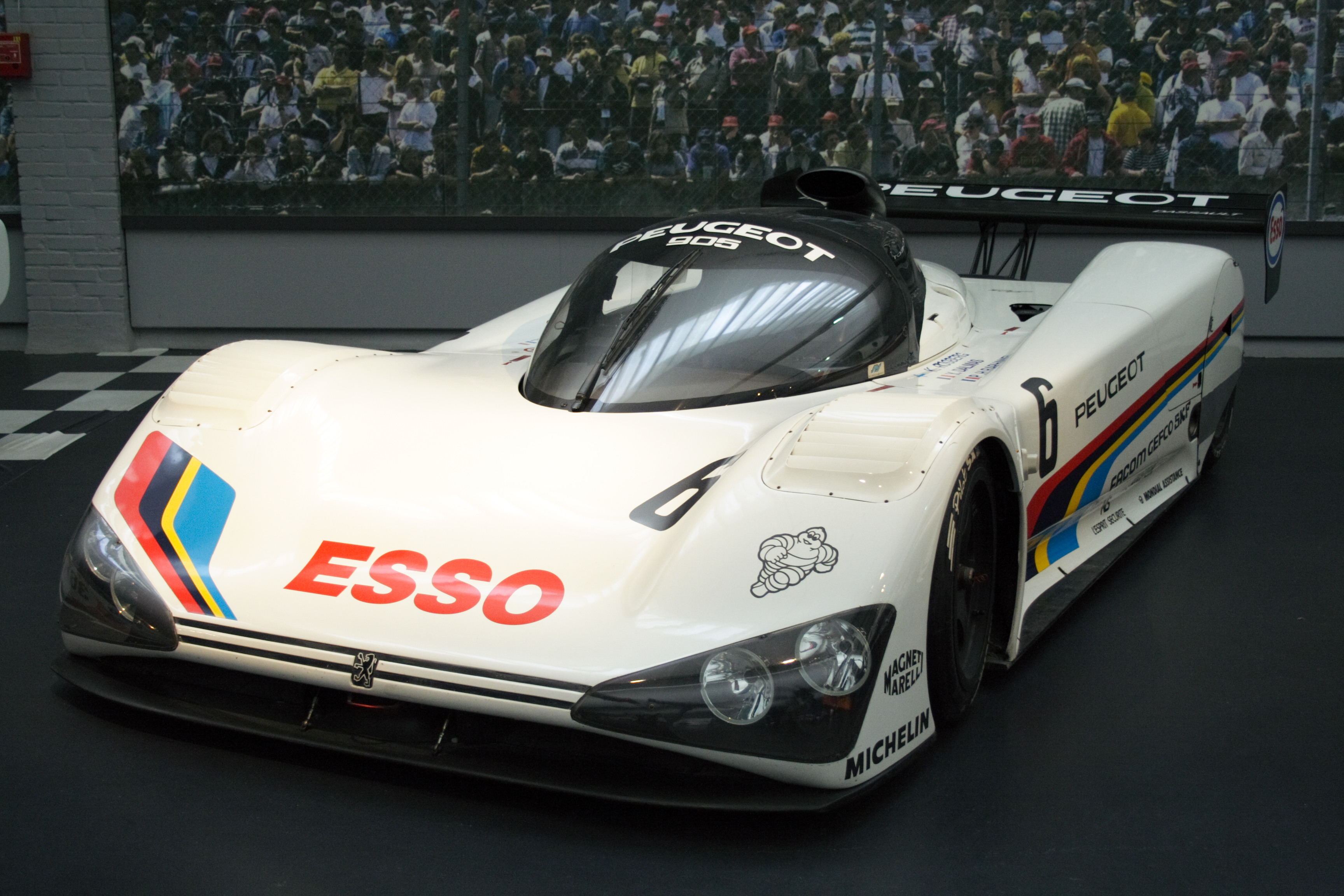
La Peugeot 905

Subito dopo l'avvio della gara, le due Peugeot 905 partite in prima fila, prendono il comando avantaggiate dal fatto che non devono sottostare alla formula consumo delle vecchie Gruppo C, solo le Mercedes C11 e alcune Porsche 962 riescono a contenere il divario. Ben presto però, sulle due Peugeot 905 insorgono problemi di affidabilità nei motori, più adatti per le gare sprint di 480 km e non per 24 ore, le vetture sono costrette a rallentare per poi ritirarsi dopo solo 4 ore per la rottura dei loro propulsori.

Nelle posizioni di vertice si alternano Porsche, Mercedes e Jaguar, grazie anche alle fasi di rifornimento carburante. Poi le Mercedes passano saldamente al comando per diverse ore e sembrano destinate a vincere, ma sulle frecce d'argento si verificano alcuni banali inconvenienti tecnici: il supporto dell'alternatore si rompe e ciò porta alla rottura dei motori di due C11 durante la gara e mentre il terzo esemplare accusa problemi al cambio.

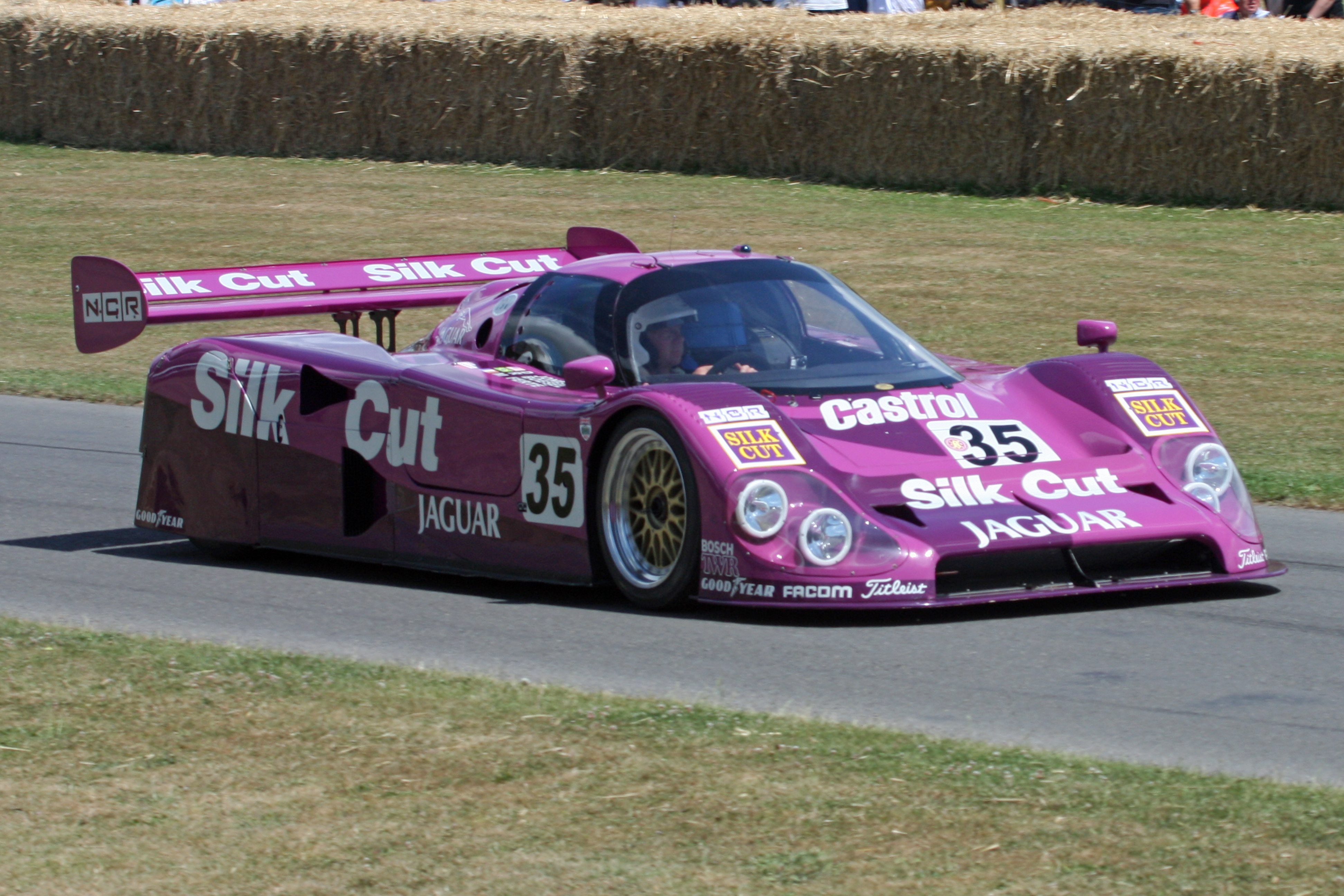
La Jaguar XJR-12 #35 giunta 2ª assoluta

Nonostante partisse senza i favori dei pronostici, nel corso della gara la Mazda 787B seppe approfittare dei problemi tecnici che via via gli avversari subirono: le nuove Peugeot 905, le Mercedes-Benz C11 e le Porsche 962 si ritirarono per problemi al motore, le Jaguar XJR-12 condussero una gara in difesa per un consumo di carburante superiore; mentre la più leggera Mazda 787B risalì la classifica e alla fine vinse la corsa con l'equipaggio composto da: Johnny Herbert, Volker Weidler e Bertrand Gachot.
L'unica C11 superstite, con alla guida l'allora ventiduenne Michael Schumacher, si classifica quinta assoluta stabilendo il giro più veloce in gara.

## Classifiche intermedie
| Pos. | Dopo la 1ª ora | Dopo la 1ª ora                                                  | Dopo 6 ore | Dopo 6 ore                                                      | Dopo 12 ore | Dopo 12 ore                                                     | Dopo 18 ore | Dopo 18 ore                                                     |
| Pos. | n°             | Vettura / Piloti                                                | n°         | Vettura / Piloti                                                | n°          | Vettura / Piloti                                                | n°          | Vettura / Piloti                                                |
| ---- | -------------- | --------------------------------------------------------------- | ---------- | --------------------------------------------------------------- | ----------- | --------------------------------------------------------------- | ----------- | --------------------------------------------------------------- |
| 1    | 6              | Peugeot 905 (C1) Rosberg / Dalmas / Raphanel                    | 1          | Mercedes-Benz C11 (C2) Schlesser / Mass / Ferté                 | 1           | Mercedes-Benz C11 (C2) Schlesser / Mass / Ferté                 | 1           | Mercedes-Benz C11 (C2) Schlesser / Mass / Ferté                 |
| 2    | 57             | / Porsche 962C (C2) Krages / Schneider / Pescarolo              | 32         | Mercedes-Benz C11 (C2) Palmer / Dickens / Thiim                 | 31          | Mercedes-Benz C11 (C2) Wendlinger / Schumacher / Kreutzpointner | 55          | / Mazda 787B (C2) Weidler / Herbert / Gachot                    |
| 3    | 17             | Porsche 962C (C2) Larrauri / Pareja / Brun                      | 31         | Mercedes-Benz C11 (C2) Wendlinger / Schumacher / Kreutzpointner | 55          | / Mazda 787B (C2) Weidler / Herbert / Gachot                    | 35          | Jaguar XJR-12 (C2) Jones / Boesel / Ferté                       |
| 4    | 31             | Mercedes-Benz C11 (C2) Wendlinger / Schumacher / Kreutzpointner | 55         | / Mazda 787B (C2) Weidler / Herbert / Gachot                    | 35          | Jaguar XJR-12(C2) Jones / Boesel / Ferté                        | 34          | Jaguar XJR-12 (C2) Wollek / Fabi / Acheson                      |
| 5    | 1              | Mercedes-Benz C11 (C2) Schlesser / Mass / Ferté                 | 57         | / Porsche 962C (C2) Krages / Schneider / Pescarolo              | 34          | Jaguar XJR-12 (C2) Wollek / Fabi / Acheson                      | 31          | Mercedes-Benz C11 (C2) Wendlinger / Schumacher / Kreutzpointner |

## Classifica finale
I vincitori di classe sono scritti in grassetto e ombreggiati in giallo. Le vetture che non hanno coperto almeno il 70% della distanza coperta dal vincitore non vengono classificate. 
| Posizione | Classe | N° | Squadra                                                      | Piloti                                                  | Vettura                            | Pneumatici | Giri |
| Posizione | Classe | N° | Squadra                                                      | Piloti                                                  | Motore                             | Pneumatici | Giri |
| --------- | ------ | -- | ------------------------------------------------------------ | ------------------------------------------------------- | ---------------------------------- | ---------- | ---- |
| 1         | C2     | 55 | Mazdaspeed Co. Ltd. Oreca                                    | Volker Weidler Johnny Herbert Bertrand Gachot           | Mazda 787B                         | D          | 362  |
| 1         | C2     | 55 | Mazdaspeed Co. Ltd. Oreca                                    | Volker Weidler Johnny Herbert Bertrand Gachot           | Mazda R26B 2.6L 4-Motore Wankel    | D          | 362  |
| 2         | C2     | 35 | Silk Cut Jaguar Tom Walkinshaw Racing                        | Davy Jones Raul Boesel Michel Ferté                     | Jaguar XJR-12                      | G          | 360  |
| 2         | C2     | 35 | Silk Cut Jaguar Tom Walkinshaw Racing                        | Davy Jones Raul Boesel Michel Ferté                     | Jaguar 7.4L V12                    | G          | 360  |
| 3         | C2     | 34 | Silk Cut Jaguar Tom Walkinshaw Racing                        | Bob Wollek Teo Fabi Kenny Acheson                       | Jaguar XJR-12                      | G          | 358  |
| 3         | C2     | 34 | Silk Cut Jaguar Tom Walkinshaw Racing                        | Bob Wollek Teo Fabi Kenny Acheson                       | Jaguar 7.4L V12                    | G          | 358  |
| 4         | C2     | 33 | Silk Cut Jaguar Tom Walkinshaw Racing                        | Derek Warwick John Nielsen Andy Wallace                 | Jaguar XJR-12                      | G          | 356  |
| 4         | C2     | 33 | Silk Cut Jaguar Tom Walkinshaw Racing                        | Derek Warwick John Nielsen Andy Wallace                 | Jaguar 7.4L V12                    | G          | 356  |
| 5         | C2     | 31 | Team Sauber Mercedes                                         | Karl Wendlinger Michael Schumacher Fritz Kreutzpointner | Mercedes-Benz C11                  | G          | 355  |
| 5         | C2     | 31 | Team Sauber Mercedes                                         | Karl Wendlinger Michael Schumacher Fritz Kreutzpointner | Mercedes-Benz M119 5.0L Turbo V8   | G          | 355  |
| 6         | C2     | 18 | Mazdaspeed Co. Ltd. Oreca                                    | Dave Kennedy Stefan Johansson Maurizio Sandro Sala      | Mazda 787B                         | D          | 355  |
| 6         | C2     | 18 | Mazdaspeed Co. Ltd. Oreca                                    | Dave Kennedy Stefan Johansson Maurizio Sandro Sala      | Mazda R26B 2.6L 4-Motore Wankel    | D          | 355  |
| 7         | C2     | 58 | Konrad Motorsport Joest Porsche Racing                       | Hans-Joachim Stuck Derek Bell Frank Jelinski            | Porsche 962C                       | G          | 347  |
| 7         | C2     | 58 | Konrad Motorsport Joest Porsche Racing                       | Hans-Joachim Stuck Derek Bell Frank Jelinski            | Porsche Type-935 3.2L Turbo Flat-6 | G          | 347  |
| 8         | C2     | 56 | Mazdaspeed Co. Ltd. Oreca                                    | Pierre Dieudonné Takashi Yorino Yojiro Terada           | Mazda 787                          | D          | 346  |
| 8         | C2     | 56 | Mazdaspeed Co. Ltd. Oreca                                    | Pierre Dieudonné Takashi Yorino Yojiro Terada           | Mazda R26B 2.6L 4-Motore Wankel    | D          | 346  |
| 9         | C2     | 11 | Porsche Kremer Racing                                        | Manuel Reuter Harri Toivonen JJ Lehto                   | Porsche 962CK6                     | Y          | 343  |
| 9         | C2     | 11 | Porsche Kremer Racing                                        | Manuel Reuter Harri Toivonen JJ Lehto                   | Porsche Type-935 3.2L Turbo Flat-6 | Y          | 343  |
| 10        | C2     | 17 | Repsol Brun Motorsport                                       | Oscar Larrauri Jesús Pareja Walter Brun                 | Porsche 962C                       | Y          | 338  |
| 10        | C2     | 17 | Repsol Brun Motorsport                                       | Oscar Larrauri Jesús Pareja Walter Brun                 | Porsche Type-935 3.2L Turbo Flat-6 | Y          | 338  |
| 11        | C2     | 12 | Courage Compétition                                          | François Migault Lionel Robert Jean-Daniel Raulet       | Cougar C26S                        | G          | 331  |
| 11        | C2     | 12 | Courage Compétition                                          | François Migault Lionel Robert Jean-Daniel Raulet       | Porsche Type-935 3.0L Turbo Flat-6 | G          | 331  |
| 12        | C1     | 41 | Euro Racing Team Fedco                                       | Kiyoshi Misaki Hisashi Yokoshima Naoki Nagasaka         | Spice SE90C                        | G          | 326  |
| 12        | C1     | 41 | Euro Racing Team Fedco                                       | Kiyoshi Misaki Hisashi Yokoshima Naoki Nagasaka         | Ford Cosworth DFZ 3.5L V8          | G          | 326  |
| 13 NC     | C2     | 53 | Team Salamin Primagaz Team Schuppan                          | Hurley Haywood James Weaver Wayne Taylor                | Porsche 962C                       | D          | 316  |
| 13 NC     | C2     | 53 | Team Salamin Primagaz Team Schuppan                          | Hurley Haywood James Weaver Wayne Taylor                | Porsche Type-935 3.0L Turbo Flat-6 | D          | 316  |
| 14 NC     | C1     | 43 | Euro Racing PC Automotive                                    | Richard Piper Olindo Iacobelli Jean-Louis Ricci         | Spice SE89C                        | G          | 280  |
| 14 NC     | C1     | 43 | Euro Racing PC Automotive                                    | Richard Piper Olindo Iacobelli Jean-Louis Ricci         | Ford Cosworth DFZ 3.5L V8          | G          | 280  |
| 15 NC     | C2     | 15 | Veneto Equipe                                                | Luigi Giorgio Almo Copelli                              | Lancia LC2                         | D          | 111  |
| 15 NC     | C2     | 15 | Veneto Equipe                                                | Luigi Giorgio Almo Copelli                              | Ferrari 308C 3.0L Turbo V8         | D          | 111  |
| 16 ABD    | C2     | 1  | Team Sauber Mercedes                                         | Jean-Louis Schlesser Jochen Mass Alain Ferté            | Mercedes-Benz C11                  | G          | 319  |
| 16 ABD    | C2     | 1  | Team Sauber Mercedes                                         | Jean-Louis Schlesser Jochen Mass Alain Ferté            | Mercedes-Benz M119 5.0L Turbo V8   | G          | 319  |
| 17 ABD    | C2     | 49 | Courage Compétition Trust Racing                             | Steven Andskär George Fouché                            | Porsche 962C                       | D          | 316  |
| 17 ABD    | C2     | 49 | Courage Compétition Trust Racing                             | Steven Andskär George Fouché                            | Porsche Type-935 3.2L Turbo Flat-6 | D          | 316  |
| 18 NC     | C2     | 47 | Courage Compétition                                          | Michel Trollé Claude Bourbonnais Marco Brand            | Cougar C26S                        | G          | 293  |
| 18 NC     | C2     | 47 | Courage Compétition                                          | Michel Trollé Claude Bourbonnais Marco Brand            | Porsche Type-935 3.0L Turbo Flat-6 | G          | 293  |
| 19 ABD    | C2     | 51 | Team Salamin Primagaz Obermaier Racing                       | Jürgen Lässig Pierre Yver Otto Altenbach                | Porsche 962C                       | G          | 232  |
| 19 ABD    | C2     | 51 | Team Salamin Primagaz Obermaier Racing                       | Jürgen Lässig Pierre Yver Otto Altenbach                | Porsche Type-935 3.2L Turbo Flat-6 | G          | 232  |
| 20 ABD    | C2     | 32 | Team Sauber Mercedes                                         | Jonathan Palmer Stanley Dickens Kurt Thiim              | Mercedes-Benz C11                  | G          | 223  |
| 20 ABD    | C2     | 32 | Team Sauber Mercedes                                         | Jonathan Palmer Stanley Dickens Kurt Thiim              | Mercedes-Benz M119 5.0L Turbo V8   | G          | 223  |
| 21 ABD    | C2     | 52 | Team Salamin Primagaz Team Schuppan                          | Eje Elgh Roland Ratzenberger Will Hoy                   | Porsche 962C                       | D          | 202  |
| 21 ABD    | C2     | 52 | Team Salamin Primagaz Team Schuppan                          | Eje Elgh Roland Ratzenberger Will Hoy                   | Porsche Type-935 3.0L Turbo Flat-6 | D          | 202  |
| 22 ABD    | C2     | 57 | Konrad Motorsport Joest Porsche Racing                       | Louis Krages Bernd Schneider Henri Pescarolo            | Porsche 962C                       | G          | 197  |
| 22 ABD    | C2     | 57 | Konrad Motorsport Joest Porsche Racing                       | Louis Krages Bernd Schneider Henri Pescarolo            | Porsche Type-935 3.2L Turbo Flat-6 | G          | 197  |
| 23 ABD    | C2     | 36 | TWR Suntec Jaguar                                            | David Leslie Mauro Martini Jeff Krosnoff                | Jaguar XJR-12                      | G          | 183  |
| 23 ABD    | C2     | 36 | TWR Suntec Jaguar                                            | David Leslie Mauro Martini Jeff Krosnoff                | Jaguar 7.4L V12                    | G          | 183  |
| 24 ABD    | C1     | 39 | Graff Racing Automobiles Louis Descartes                     | Jean-Philippe Grand Michel Maisonneuve Xavier Lapeyre   | Spice SE89C                        | G          | 163  |
| 24 ABD    | C1     | 39 | Graff Racing Automobiles Louis Descartes                     | Jean-Philippe Grand Michel Maisonneuve Xavier Lapeyre   | Ford Cosworth DFZ 3.5L V8          | G          | 163  |
| 25 ABD    | C2     | 16 | Repsol Brun Motorsport                                       | Harald Huysman Robbie Stirling Bernard Santal           | Porsche 962C                       | Y          | 138  |
| 25 ABD    | C2     | 16 | Repsol Brun Motorsport                                       | Harald Huysman Robbie Stirling Bernard Santal           | Porsche Type-935 3.2L Turbo Flat-6 | Y          | 138  |
| 26 ABD    | C2     | 45 | Euro Racing Chamberlain Engineering                          | Nick Adams Robin Donovan Richard Jones                  | Spice SE89C                        | G          | 128  |
| 26 ABD    | C2     | 45 | Euro Racing Chamberlain Engineering                          | Nick Adams Robin Donovan Richard Jones                  | Ford Cosworth DFZ 3.5L V8          | G          | 128  |
| 27 ABD    | C2     | 14 | Team Salamin Primagaz                                        | Antoine Salamin Max Cohen-Olivar Marcel Tarrès          | Porsche 962C                       | G          | 101  |
| 27 ABD    | C2     | 14 | Team Salamin Primagaz                                        | Antoine Salamin Max Cohen-Olivar Marcel Tarrès          | Porsche Type-935 3.2L Turbo Flat-6 | G          | 101  |
| 28 ABD    | C2     | 21 | Konrad Motorsport                                            | Franz Konrad Anthony Reid Pierre-Alain Lombardi         | Porsche 962C                       | Y          | 98   |
| 28 ABD    | C2     | 21 | Konrad Motorsport                                            | Franz Konrad Anthony Reid Pierre-Alain Lombardi         | Porsche Type-935 3.2L Turbo Flat-6 | Y          | 98   |
| 29 ABD    | C2     | 50 | Courage Compétition Alméras Freres                           | Jacques Alméras Jean-Marie Alméras Pierre de Thosiy     | Porsche 962C                       | G          | 86   |
| 29 ABD    | C2     | 50 | Courage Compétition Alméras Freres                           | Jacques Alméras Jean-Marie Alméras Pierre de Thosiy     | Porsche Type-935 3.0L Turbo Flat-6 | G          | 86   |
| 30 ABD    | C1     | 44 | Euro Racing Chamberlain Engineering                          | John Sheldon Ferdinand de Lesseps Charles Rickett       | Spice SE89C                        | G          | 85   |
| 30 ABD    | C1     | 44 | Euro Racing Chamberlain Engineering                          | John Sheldon Ferdinand de Lesseps Charles Rickett       | Ford Cosworth DFZ 3.5L V8          | G          | 85   |
| 31 ABD    | C1     | 8  | Euro Racing                                                  | Cor Euser Charles Zwolsman Tim Harvey                   | Spice SE90C                        | G          | 72   |
| 31 ABD    | C1     | 8  | Euro Racing                                                  | Cor Euser Charles Zwolsman Tim Harvey                   | Ford Cosworth DFZ 3.5L V8          | G          | 72   |
| 32 ABD    | C1     | 6  | Peugeot Talbot Sport                                         | Keke Rosberg Yannick Dalmas Pierre Henri Raphanel       | Peugeot 905                        | M          | 68   |
| 32 ABD    | C1     | 6  | Peugeot Talbot Sport                                         | Keke Rosberg Yannick Dalmas Pierre Henri Raphanel       | Peugeot SA35 3.5L V10              | M          | 68   |
| 33 ABD    | C1     | 40 | Euro Racing A.O. Racing                                      | Lyn St. James Desiré Wilson Cathy Muller                | Spice SE90C                        | D          | 47   |
| 33 ABD    | C1     | 40 | Euro Racing A.O. Racing                                      | Lyn St. James Desiré Wilson Cathy Muller                | Ford Cosworth DFZ 3.5L V8          | D          | 47   |
| 34 ABD    | C2     | 13 | Courage Compétition                                          | Johnny Dumfries Anders Olofsson Thomas Danielsson       | Cougar C26S                        | G          | 45   |
| 34 ABD    | C2     | 13 | Courage Compétition                                          | Johnny Dumfries Anders Olofsson Thomas Danielsson       | Porsche Type-935 3.0L Turbo Flat-6 | G          | 45   |
| 35 ABD    | C1     | 37 | Automobiles Louis Descartes Racing Organization Course (ROC) | Bernard Thuner Pascal Fabre                             | ROC 002                            | G          | 38   |
| 35 ABD    | C1     | 37 | Automobiles Louis Descartes Racing Organization Course (ROC) | Bernard Thuner Pascal Fabre                             | Ford Cosworth DFR 3.5L V8          | G          | 38   |
| 36 ABD    | C1     | 5  | Peugeot Talbot Sport                                         | Mauro Baldi Philippe Alliot Jean-Pierre Jabouille       | Peugeot 905                        | M          | 22   |
| 36 ABD    | C1     | 5  | Peugeot Talbot Sport                                         | Mauro Baldi Philippe Alliot Jean-Pierre Jabouille       | Peugeot SA35 3.5L V10              | M          | 22   |
| 37 ABD    | C2     | 46 | Porsche Kremer Racing                                        | Tomas Lopez Gregor Foitek Tiff Needell                  | Porsche 962CK6                     | Y          | 18   |
| 37 ABD    | C2     | 46 | Porsche Kremer Racing                                        | Tomas Lopez Gregor Foitek Tiff Needell                  | Porsche Type-935 3.2L Turbo Flat-6 | Y          | 18   |
| 38 ABD    | C1     | 7  | Automobiles Louis Descartes                                  | Philippe de Henning Luigi Taverna Patrick Gonin         | ALD C91                            | G          | 16   |
| 38 ABD    | C1     | 7  | Automobiles Louis Descartes                                  | Philippe de Henning Luigi Taverna Patrick Gonin         | Ford Cosworth DFR 3.5L V8          | G          | 16   |
| NP        | C2     | 59 | Konrad Motorsport Joest Porsche Racing                       | Franz Konrad Jürgen Barth                               | Porsche 962C                       | G          | -    |
| NP        | C2     | 59 | Konrad Motorsport Joest Porsche Racing                       | Franz Konrad Jürgen Barth                               | Porsche Type-935 3.0L Turbo Flat-6 | G          | -    |
| NP        | C1     | 4  | Silk Cut Jaguar Tom Walkinshaw Racing                        | Teo Fabi Kenny Acheson Andy Wallace                     | Jaguar XJR-14                      | G          | -    |
| NP        | C1     | 4  | Silk Cut Jaguar Tom Walkinshaw Racing                        | Teo Fabi Kenny Acheson Andy Wallace                     | Jaguar Cosworth HB 3.5L V8         | G          | -    |
| NQ        | C2     | 48 | Courage Compétition                                          | Chris Hodgetts Andrew Hepworth Thierry Lacerf           | Cougar C24S                        | G          | -    |
| NQ        | C2     | 48 | Courage Compétition                                          | Chris Hodgetts Andrew Hepworth Thierry Lacerf           | Porsche Type-935 3.0L Turbo Flat-6 | G          | -    |
| NQ        | C1     | 2  | Team Sauber Mercedes                                         | Karl Wendlinger Michael Schumacher Fritz Kreutzpointner | Mercedes-Benz C291                 | G          | -    |
| NQ        | C1     | 2  | Team Sauber Mercedes                                         | Karl Wendlinger Michael Schumacher Fritz Kreutzpointner | Mercedes-Benz M291 3.5L Flat-12    | G          | -    |
| NQ        | C2     | 42 | Euro Racing                                                  | Justin Bell Shunji Kasuya                               | Spice SE88P                        | G          | -    |
| NQ        | C2     | 42 | Euro Racing                                                  | Justin Bell Shunji Kasuya                               | Ferrari 308C 3.5L Turbo V8         | G          | -    |
| NQ        | C2     | 54 | Team Salamin Primagaz Team Davey                             | Katsunori Iketani Mercedes Stermitz Val Musetti         | Porsche 962C                       | ?          | -    |
| NQ        | C2     | 54 | Team Salamin Primagaz Team Davey                             | Katsunori Iketani Mercedes Stermitz Val Musetti         | Porsche Type-935 3.2L Turbo Flat-6 | ?          | -    |

Leggenda:
- NP=Non partita - ABD=Abbandono - NQ= Non qualificata- NC=Non classicicata
- La numero 53 Porsche 962C, la numero 43 Spice SE89, la numero 15 Lancia LC2 et la numero 47 Cougar C26S non sono state classificate per distanza insufficiente (meno del 70% della distanza percorsa dal vincitore)

## Statistiche
- Pole Position - Jean-Louis Schlesser su Mercedes-Benz C11 numero 1 Team Sauber Mercedes - 3:31.270
  - La Jaguar XJR-14 numero 3 Silk Cut Jaguar era originariamente in pole position ma è stata ritirata prima della gara.
- Giro più veloce in gara - Michael Schumacher su Mercedes-Benz C11 numero 31 Team Sauber Mercedes - 3:35.564
- Distanza - 4.922,810 km
- Velocità media - 205,333 km/h
- Velocità massime - Sauber Mercedes C11 - 342 km/h (in gara), Sauber Mercedes C11 - 363 km/h (in qualifica)

## Giri al comando
- #5 Peugeot 905 - Peugeot Talbot Sport: 11 (1-11)
- #32 Mercedes C11 - Team Sauber Mercedes: 17 (12 / 23-25 / 27-38 / 76)
- #17 Porsche 962C - Repsol Brun Motorsport: 2 (13-14)
- #57 Porsche 962C - Konrad Motorsport/Joest Racing: 14 (15-19 / 26 / 39 / 51-55 / 65-66)
- #58 Porsche 962C - Konrad Motorsport/Joest Racing: 11 (20-22 / 44-47 / 56-59)
- #33 Jaguar XJR 12 - Silk Cut Jaguar: 2 (48-49)
- #31 Mercedes C11 - Team Sauber Mercedes: 2 (50 / 63)
- #1 Mercedes C11 - Team Sauber Mercedes: 255 (60-62 / 67-75 / 77-319)
- #55 Mazda 787B - Mazdaspeed: 44 (64 / 320-362)